# Kawajiri Hidetaka
Kawajiri Hidetaka (河尻 秀隆?; 1527 – 7 luglio 1582) è stato un samurai giapponese del periodo Sengoku, servitore de clan Oda.

## Biografia
Hidetaka servì per tutta la sua vita la famiglia Oda, prima Oda Nobuhide, e successivamente Oda Nobunaga. 
Veterano di Azukizaka, si unì a Ikeda Nobuteru nel 1557 presso il castello di Suemori per sconfiggere Oda Nobuyuki. Combatté in altre battaglie come la battaglia di Okehazama del 1560 e la battaglia di Iwamura del 1575, quando Oda Nobutada assediò il clan Takeda nella provincia di Mino. Dopo la caduta dei Takeda nella primavera del 1582, Hidetaka divenne governatore della provincia di Kai e di altri territori a sud dello Shinano. A seguito della morte di Nobunaga nel 1582, il popolo di Kai insorse contro Hidetaka che venne ucciso mentre stava tentando di fuggire dalla provincia.